# Бинаско
Бинаско (итал. Binasco) — коммуна в Италии, расположенная в провинции Милан области Ломбардия.
Население составляет 7250 человек (на 2017 год), плотность населения составляет 1873 чел./км². Занимает площадь около 4 км². Почтовый индекс — 20082. Телефонный код — 02.
Покровителем населённого пункта считается Beata Veronica.

## Достопримечательности
До настоящего времени сохранились развалины замка, в котором в 1417 году герцог Филиппо Мария Висконти Миланский казнил свою невинную супругу Беатрису ди-Тенда.